# Trybunał inkwizycji w Alessandrii
Trybunał inkwizycji w Alessandrii – sąd inkwizycyjny, mający swą siedzibę w Alessandrii w Księstwie Mediolanu (od 1708 w Księstwie Sabaudii-Piemontu). Istniał on jako samodzielny trybunał od ok. 1520 do roku 1800. Od połowy XVI stulecia należał do struktur inkwizycji rzymskiej. Był kierowany przez dominikanów.

## Historia
Na przełomie XIII i XIV wieku Alessandria podlegała jurysdykcji dominikańskich inkwizytorów Marchii Genueńskiej. Prawdopodobnie około połowy XIV wieku (najpóźniej w 1379) utworzony został samodzielny okręg inkwizytorski składający się z diecezji Alessandrii i Tortony. Na początku XV wieku udokumentowanych jest dwóch inkwizytorów mianowanych specjalnie dla diecezji Alessandrii i Acqui (Pietro Bellingeri 1400–1417 i Antonio Muzio w 1421), po czym w latach 60. XV wieku Alessandria powróciła pod jurysdykcję inkwizytorów genueńskich. Prawdopodobnie około 1471, a najpóźniej w 1483 ponownie utworzony został wspólny okręg Alessandrii i Tortony. 
Około 1520 (lub krótko przed) okręg Alessandrii i Tortony został definitywnie podzielony na dwa niezależne trybunały inkwizycyjne. Inkwizytorowi Alessandrii podlegała odtąd także diecezja Acqui Terme. Inkwizytorów Alessandrii mianowali zwierzchnicy dominikańskiej prowincji św. Piotra Męczennika (Lombardii Górnej).
W 1542 papież Paweł III utworzył Kongregację Rzymskiej i Powszechnej Inkwizycji, będącą organem Kurii Rzymskiej, która w ciągu następnych kilkudziesięciu lat przejęła kontrolę nad działalnością trybunałów inkwizycji we Włoszech. Ostatnim inkwizytorem Alessandrii mianowanym przez władze zakonne był Vincenzo Pecora (1564). Jego następcy byli mianowani przez Kongregację.
W 1707 Alessandria została zajęta przez Sabaudię. Książę Sabaudii i Piemontu Wiktor Amadeusz II (panował 1675–1730) już od dłuższego czasu był w konflikcie ze Stolicą Apostolską. Począwszy od roku 1698 wetował on nominacje inkwizytorskie dokonywane przez Kongregację Świętego Oficjum dla trybunałów położonych w jego księstwie. W 1709 władze sabaudzkie wygnały inkwizytora Vincenzo Morelli da Albenga i nie zgodziły się na mianowanie jego następcy. Wskutek polityki Wiktora Amadeusza II doszło do trwałych wakatów na stanowiskach inkwizytorskich większości piemonckich trybunałów. Ich działalnością kierowali odtąd wikariusze generalni, a nie pełnoprawni inkwizytorzy, co obniżyło ich rangę. W tej postaci kontynuowały one swoją działalność aż do inwazji rewolucyjnej Francji na Włochy pod koniec XVIII wieku.
W latach 1711–1730 wikariuszem generalnym inkwizycji w Alessandrii był dominikanin Domenico Francesco Muzio, autor katalogu inkwizytorów wszystkich włoskich trybunałów Tabulae chronologica Inquisitorum Italiae.
Trybunał inkwizycyjny w Alessandrii został zniesiony po raz pierwszy 28 stycznia 1799 przez marionetkowy rząd tymczasowy, utworzony przez wojska francuskie po zajęciu Piemontu kilka tygodni wcześniej. Niedługo potem jednak, w maju 1799, Francuzi zostali wyparci przez Austriaków i Rosjan, którzy przywrócili władzę króla Karola Emanuela IV. 28 lipca 1799 rząd monarchiczny wydał dekret o przywróceniu inkwizycji. Restauracja monarchii trwała jednak krótko. Niespełna rok później Francuzi ponownie zajęli Piemont i utworzona przez nich Rada Piemontu (Consulta del Piemonte) dekretem z dnia 23 lipca 1800 roku definitywnie zlikwidowała miejscowe trybunały, w tym także trybunał w Alessandrii

## Organizacja
Siedzibą trybunału był dominikański konwent S. Marco w Alessandrii. Na jego czele stał dominikański inkwizytor (od 1709 wikariusz generalny), wywodzący się z konwentualnego Wikariatu św. Piotra Męczennika. Jego jurysdykcji podlegały diecezje Alessandrii i Acqui Terme. Na prowincji inkwizytor reprezentowany był przez wikariuszy rejonowych. Trybunałowi w Alessandrii podlegało 35 wikariatów rejonowych.

## Archiwum
Po tym, jak w styczniu 1799 zniesiono po raz pierwszy trybunał w Alessandrii, jego archiwum w konwencie S. Marco zostało opieczętowane. Kiedy jednak w 1802 władze francuskie nakazały jego przeniesienie do biblioteki miejskiej, okazało się, że ślad po nim zaginął. 
Mimo zaginięcia archiwum głównego trybunału, niewielka część jego dokumentacji procesowej ocalała. W samej Alessandrii w archiwum diecezjalnym przechowywane są akta tylko jednego procesu o czary z 1595/96, natomiast obszerniejszą kolekcję zawiera archiwum diecezjalne w Acqui Terme. 

## Lista inkwizytorów (ok. 1520–1800)
- Gian Maria Inviziati OP (1520), prawdopodobnie nie objął urzędu
- Tommaso Lunati d'Annone OP (1520–1545?)
- Giovanni Michele Castellani da Alessandria OP (1546–1563), do 1549 także inkwizytor Tortony
- Vincenzo Pecora di Milano OP (1564–1571)
- Giovanni Battista Porcelli da Albenga OP (1571–1588)
- Onorato Lissio OP (1588–1592)
- Marcantonio Reposi da Alessandria OP (1592–1598)
- Michele Cruceo da Alessandria OP (1598–1602)
- Camillo Balliani da Milano OP (1603–1606)
- Basilio dalla Porta da Novara OP (1606–1623)
- Domenico Castiglione da Milano OP (1623–1643)
- Vincenzo Salmoirago da Milano OP (1643–1662)
- Giuseppe Maria Visconti da Milano OP (1662–1668)
- Pietro Figini da Milano OP (1668–1680)
- Carlo Maria Arconati da Milano OP (1680)
- Carlo Girolamo Bizozero OP (1680–1692)
- Vincenzo Morelli da Albenga OP (1692–1709)
- Wakat (1709–1800):
  - Antonio Maria Trotti da Alessandria OP, wikariusz generalny (1709–1711)
  - Domenico Francesco Muzio da Alessandria OP, wikariusz generalny (1711–1730)
  - Giuseppe Maria Notaris da Intra OP, wikariusz generalny (1730–1734)
  - Giacomo Francesco Ferrari da Solero OP, wikariusz generalny (1734–1754)
  - Carlo Giuseppe Boccaccio da Maranzana OP, wikariusz generalny (1755–1756)
  - Giovanni Antonio Buisson da Milano OP, wikariusz generalny (1756–1800?)